# Phyllostachys aureosulcata
Phyllostachys aureosulcata ist eine Bambus-Art der Gattung Phyllostachys.

## Beschreibung
Phyllostachys aureosulcata hat einen aufrechten Wuchs und die Halme erreichen unter optimalen Bedingungen Wuchshöhen von bis zu 10 m, in Europa meist nur 7 bis 8 m. Sie können bei ausgewachsenen Pflanzen 30 bis 40 mm dick werden.
Die Halme der Art sind leuchtend- bis olivgrün mit einem gelben Sulcus (Einkerbung). Die verschiedenen Sorten sind teilweise sehr spektakulär gefärbt, so bildet z. B. die Sorte Phyllostachys aureosulcata 'Aureocaulis' leuchtend gelbe Halme, Phyllostachys aureosulcata 'Spectabilis' hat hellgelbe Halme mit einem grünen Sulcus. Die gelblichen Halme nehmen unter Sonneneinstrahlung oft eine rote Färbung an. Die Internodien werden bis zu 40 cm lang. Die Basis weist häufig ein oder zwei gebogene Internodien auf, die Halme zeigen einen ausgeprägten Zickzack-Wuchs. Die Halmscheiden sind violett-grün, glatt, oft gelb gestreift mit kleinen braunen Flecken. Die Blätter sind 10 cm lang und 1,2 cm breit. Der Bambus hat wie alle Phyllostachys-Arten ein leptomorphes Rhizom und bildet viele Ausläufer.
Die Chromosomenzahl beträgt 2n = 48.

## Verbreitung
Phyllostachys aureosulcata wächst im östlichen China in den Provinzen Jiangzhu, Zhejiang und Anhui.

## Taxonomie
Phyllostachys aureosulcata wurde 1945 von Floyd Alonzo McClure in Journal of the Washington Academy of Sciences Band 35 Seite 282 erstbeschrieben.

## Etymologie
aureus (lat.) bedeutet „golden“, aureosulcata bedeutet etwa „golden gefurcht“ oder „mit goldenem Sulcus“.

## Kultur und Verwendung
Phyllostachys aureosulcata ist winterhart und verträgt Temperaturen von −18 °C bis −24 °C. Diese Bambus-Art wird nur als Zierpflanze verwendet.